# Ральф Ротманн
Ральф Ротман (нім. Ralf Rothmann 10 травня 1953, Шлезвіг) — німецький письменник, поет і драматург.

## Життєпис
Незабаром після народження сина родина Ротманів переїхала з Шлезвіга до Оберхаузена, де батько майбутнього письменника отримав роботу на вугільному виробництві . Після закінчення школи Ральф вступив до професійного училища, щоб освоїти майстерність муляра. Потім деякий час працював кухарем, санітаром і співробітником друкарні. У 1976 році він переїхав до Берліна. У 1984 році виходить перша книга Ротмана, поетична збірка «Подряпина» (нім. Kratzer а в 1991 році — дебютний роман «Телець» (нім. Stier

## Творчість
Основною рисою творчості Ральфа Ротмана є автобіографічність: в основі сюжетів багатьох оповідань і романів лежать події і спостереження з життя автора. Традиційно твори письменника ділять на два цикли: «рурський» і «берлінський». Романи «Рурського» циклу ропзовідають про долі людей, що живуть в Рурської області і по часу співвідносяться з 60-ми і 70-ми роками XX століття. Основні теми, які піднімає тут автор — соціальні проблеми, проблеми творчої особистості, дорослішання, пошуку місця в житті тощо. У «берлінському» циклі малюється картина життя маленької людини у великому і строкатому місті.
Своїм літературним учителем Ротман називає німецького письменника Крістофа Мекеля.

## Твори

### Романи
- 2015 — «Померти навесні» (нім. Im Frühling sterben Im Frühling sterben)

#### Рурський цикл
- 1991 — «Телець» (нім. Stier
- 1994 — «Лісова ніч» (нім. Wäldernacht
- 2000 — «Молоко і вугілля» (нім. Milch und Kohle
- 2004 — «Юний світло» (нім. Junges Licht

#### Берлінський цикл
- 1998 — "Біжи, мій друг! "(нім. Flieh, mein Freund! Flieh, mein Freund!)
- 2003 — «Жара» (нім. Hitze Hitze)
- 2009 — «Вогонь згас» (нім. Feuer brennt nicht Feuer brennt nicht)

### Мала проза
- 1986 — «Лезо ножа» (нім. Messers Schneide
- 1988 — «Риба на вітрі» (нім. Der Windfisch
- 2001 — «Зима серед оленів» (нім. Ein Winter unter Hirschen
- 2006 — «Козулі у моря» (нім. Rehe am Meer
- 2012 — «Кури Шекспіра» (нім. Shakespeares Hühner
- 2013 — «Зірки в глибині» ()

### Поезія
- 1987 — «Подряпина» (нім. Kratzer und andere Gedichte
- 2000 — «Молитва на руїнах» (нім. Gebet in Ruinen

### П'єси
- 1997 — «Берлінський блюз» (нім. Berlin Blues

## Нагороди
- 1986 — Літературна стипендія Меркіша
- 1992 — Премія Мари Кассенс
- 1992/1993 — Премія письменників Бергена
- 1996 — Літературна премія Рурської області
- 2001 — Премія Германа Ленца
- 2002 — Краніхштайнська літературна премія
- 2003 — Evangelischer Buchpreis
- 2004 — Літературна премія Вільгельма Раабе
- 2004 — Літературна премія Райнгау
- 2005 — Премія Генріха Белля
- 2006 — Премія Макса Фріша
- 2007 — Премія Еріка Регнера
- 2008 — Літературна премія фонду Конрада Аденауера
- 2008 — Премія Ганса Фаллади
- 2010 — Премія Вальтера Ганзенклевера
- 2013 — Премія Фрідріха Гельдерліна
- 2014 — Премія Німецької католицької церкви у галузі культури і мистецтва